# Eugenio Del Giudice
Il barone Eugenio Del Giudice (Belmonte Calabro, 11 novembre 1809 – Paola, 1º aprile 1876) è stato un nobile e politico italiano.